# 鈴木晶久
鈴木 晶久（すずき あきひさ、1978年7月20日 - ）は、エフエム東京（TOKYO FM）のアナウンサー兼報道記者。TOKYO FM 報道情報センター所属。神奈川県横須賀市出身。

## 来歴・人物
大学在学中からアナウンサーを目指し東京アナウンスセミナーに通う（2期生）。
卒業後の2003年にエフエム山口 (FMY) に入社。情報番組からバラエティ番組まで幅広く番組を担当し、「アッキー」の愛称で親しまれた。
2010年3月末をもってFMYを退社し、2012年3月にTOKYO FMに中途入社。報道情報センターに所属し定時ニュースの担当や報道記者として取材活動を行うほか、情報番組にレギュラーパーソナリティの代理で出演する機会が多い。
栗原治久のピンチヒッターで出演したFMヨコハマ「MORNING STEPS」において、鈴木は同局が入居する「横浜ランドマークタワー」（横浜みなとみらい21）には開業日に行った、と発言した。また、関東へ戻ってからは「東京スカイツリー」や「羽田空港・新国際線旅客ターミナルビル」などに行くなど、自称「ミーハー」。また、甘いものを好きだと言う。
座右の銘は「向き不向きより前向き」。

## 主な出演番組

### エフエム山口退社後
- MORNING STEPS（FMヨコハマ・2010年10月25日 - 2010年10月28日） - 栗原治久の代打として。
- Saturday goes on（ニュースのみ担当。TOKYO FM・2011年4月2日 - ） - この後8:55からの地方局向け「JFNニュース」のキャスターも兼ねる
- 音楽自由区。・HEADLINE NEWS（JFNC・2011年4月5日 - 2013年9月） - 一部曜日のみ
- TOKYO FM NEWS・TOKYO FM トラフィック・ドライバーズ・インフォ（エフエム東京・2011年7月 - ） - 日曜夜間のみ
- JFNニュース (月曜日 8:55〜9:00)
- Cheer Up Station～SAMURAI BLUE SPIRIT（2012年8月7日） - 中西哲生と担当。
- SPO☆LOVE（エフエム東京・2014年2月8日、15日） - ソチオリンピック取材で現地へ赴いた柴田幸子アナウンサーの代打。翌週22日は森麻季。その森は直後の「JOGLIS」も担当するが、鈴木は担当せず中村亜裕美が代打。
- ONE MORNING（TOKYO FM・2021年2月9日） - ハードキャッスル エリザベスの代打。[3]

### エフエム山口時代
- SUNSET-STUDIO FMY EVENING TERMINAL（2002.4 - 2003.3）
- DELICIOUS FRIDAY Morning Kiss（2003.4 - 2004.3）
- Music Solders（2003.4 - 2008.3） - 俊山真美アナウンサーとツインナビ。
- MEN'S FOUR ビリビリFriday（2004.4 - 2006.3） - B.B.金光アナウンサーとツインナビ。
- 局アナバトルROUND3（2004.4 - 2006.6） - HFM発、中四国8局9県ネット。鈴木は山口からのレポートを担当。2005年9月9日はDJの永松ケンシに変わって代打を務めた
- paradise radio（2005.4 - 2006.3） - 月・火のみ。俊山真美アナウンサーとツインナビ。
- エフエム山口開局20周年記念特別番組 大盛!ラジオ定食（2005.11.23） - 「ビリウキミックス」「やまだひさしのおでん始めました」「アッキーとマミ姫のお漬物あります」まで出演
- ビリフラMAX（2006.4 - 2009.3） - B.B.金光アナウンサーとツインナビ。
  - ビリフラMAX反省会（2007.12 - 2009.3） - 上記番組のポッドキャスト版。金光に加えアシスタントも出演
- Music Solders NEO（2008.4 - 2010.3） - 安部杏実、伊藤愛とそれぞれツインナビ。
- エフエム山口開局23周年記念特別番組 FMY感謝祭 クイズ23（2008.11.24）
- Evening Street（2009.4 - 2010.3）

テレビ山口・山口ケーブルビジョン
- FMY-TV（2005.2 - 2008.3） - 番宣CMは新井道子アナウンサーが読んでいたが、実際の出演者は鈴木